# Kai-Uwe Trinkaus
Kai-Uwe Trinkaus war von 2006 bis 2010 als V-Person (unter dem Pseudonym „Ares“) für das Thüringer Landesamt für Verfassungsschutz tätig. Er war Mitglied der Deutschen Volksunion (DVU) und später Chef des Erfurter Kreisverbands der Nationaldemokratischen Partei Deutschlands (NPD).
Seine Tätigkeiten und die des Landesamts für Verfassungsschutz waren Untersuchungsgegenstand eines Untersuchungsausschusses des Thüringer Landtags im Jahr 2013.